# Kobiety (zespół muzyczny)
Kobiety – polski zespół muzyczny grający rock alternatywny. Pierwsza polska grupa muzyczna, której muzykę dziennikarze mogli opisać za pomocą terminu „avant-pop”. Ich muzyka jest trudna do sklasyfikowania. Bywa określana jako wyrafinowany pop z domieszką gitarowej psychodelii, choć sami muzycy najchętniej określają ją mianem 3City Big Beat, nawiązując w ten sposób do rodzimego Trójmiasta. W lakonicznym ujęciu twórczość zespołu stanowi syntezę francuskiej zmysłowości, niemieckiej precyzji i nadbałtyckiej neurozy. Kobiety powstały z inicjatywy Grzegorza Nawrockiego wiosną 1999 roku w Gdańsku.

## Historia
Zespół nagrał swoją debiutancką płytę pt. „Kobiety”, wydaną przez Biodro Records, w grudniu 2000 roku. Album spotkał się z entuzjastycznym przyjęciem zarówno krytyków, jak i słuchaczy. Utwór Marcello stał się radiowym hitem, ukazał się na kilku kompilacjach (m.in. „Trójkowy Ekspress” oraz „Muzyka z Trójmiasta vol.1” – premiera 11 grudnia 2010). Z kolei piosenka Notre Lune znalazła się na wydanej przez nowojorskie wydawnictwo składance „New Music From Central & Eastern Europe”.
Na przełomie 2003 i 2004 roku pojawił się drugi album zespołu „Pozwól sobie”, wydany przez trójmiejskie wydawnictwo Mandarynka. I tym razem płyta została bardzo dobre przyjęta. Obydwie płyty Kobiet wyprodukował Maciej Cieślak (z sopockiego zespołu Ścianka).
W maju 2007 ukazała się „Amnestia”. Producentem albumu został Piotr Pawlak. Trzeci krążek przyniósł zespołowi bardzo duże uznanie, w tym nominację do Paszportów Polityki 2007 w kategorii Muzyka Popularna.
W 2009 roku z okazji dziesięciolecia istnienia zespołu wyszła płyta DVD „3City Big Beat” z koncertem zarejestrowanym w gdańskim klubie Żak.
Czwarty album zespołu Kobiety – „Mutanty” (wydany przez Thin Man Records) z 2011 został uznany polską płytą roku według magazynu muzycznego „Machina”.
Najnowsza płyta „Podarte sukienki” (Thin Man Records) miała premierę we wrześniu 2015 roku. Płyta zdobyła bardzo pozytywne recenzje, m.in. w „Polityce”, „Newsweeku”, „Gazecie Wyborczej”. Przez tygodnik „Polityka” została uznana za jedną z pięciu najlepszych polskich płyt roku 2015. Singel z tej płyty – „Bohater gorących romansów” uplasował się na 3. miejscu w rankingi radia TOK FM na najlepszy przebój roku 2015. Obecnie jest na Liście Przebojów Trójki. Zespół otrzymał też nagrodę Doki 2015 w kategorii Piosenka Roku 2015.
Gościnnie na płytach Kobiet występowało wielu muzyków z polskiej sceny muzycznej m.in. Radek Łukasiewicz (Pustki), Olo Walicki, Tymon Tymański, Tomasz Ziętek (Locostar, D4D), Mikołaj Trzaska.
Podczas swojej ponad piętnastoletniej działalności zespół zagrał ogromną liczbę koncertów w kraju i zagranicą, występując m.in. kilka razy w Studio im. Agnieszki Osieckiej w radiowej Trójce, w radiowej Czwórce, w Och Teatrze, na festiwalu artystów miast nadbałtyckich ArtGenda2002 w Hamburgu, w ramach Dni Polskiej Kultury „Nowa Polska” w Paryżu (2004), na festiwalach w Holandii (Festivalhart Hoorn 2007) i Bremie (Viertelfest 2008), dwukrotnie na Off Festivalu w Mysłowicach (2007, 2015), a także na festiwalu Open’er (2008).

## Muzycy
| Obecny skład zespołu - Grzegorz Nawrocki – śpiew, gitara - Pat Stawiński – gitara basowa - Marta Handschke – śpiew, instrumenty klawiszowe - Paweł Nowicki – wibrafon, instrumenty klawiszowe - Karol Pawłowski – perkusja |  | Byli członkowie zespołu - Ania Lasocka – wokal, gitara basowa - Jacek Lachowicz – instrumenty klawiszowe - Przemek Momot – perkusja - Nela Gzowska – gitara basowa - Krzysztof Topolski – perkusja |

## Dyskografia
Albumy
| Tytuł            | Dane dot. albumu                                         |
| ---------------- | -------------------------------------------------------- |
| Kobiety          | - Data: 2000 - Wydawca: Biodro Records                   |
| Pozwól sobie     | - Data: 2004 - Wydawca: Mandarynka                       |
| Amnestia         | - Data: 21 maja 2007 - Wydawca: Biodro Records           |
| Mutanty          | - Data: 24 października 2011 - Wydawca: Thin Man Records |
| Podarte sukienki | - Data: 25 września 2015 - Wydawca: Thin Man Records     |

### 3City Big Beat
- Data: 24 kwietnia 2009[24]
- Wydawca: Art Zone

Notowane utwory
| „Marcello”                  | 2000 | 47 | – | Kobiety          |
| „Wielki wybuch”             | 2015 | –  | 6 | Podarte sukienki |
| „Pif paf”                   | 2007 | 50 | – | Amnestia         |
| „Bohater gorących romansów” | 2015 | 52 | – | Podarte sukienki |
| „–” utwór nie był notowany. |      |    |   |                  |

## Nagrody i wyróżnienia
- 2007 – „Amnestia” nominowania do Paszportów Polityki 2007 w kategorii muzyka popularna[7]
- 2011 – „Mutanty” uznane za polską płytę roku według magazynu muzycznego „Machina”[10]
- 2015 – „Podarte sukienki” zajęły 5. miejsce w rankingu Polityki – Najlepsze polskie płyty roku[15]
- 2015 – singel „Bohater gorących romansów” zajął 3. miejsce w głosowaniu zorganizowanym przez radio TOK FM na najlepszą piosenkę roku[16]
- 2016 – nagroda Doki w kategorii Piosenka Roku 2015[18]